# Đại lý cho thuê nhà

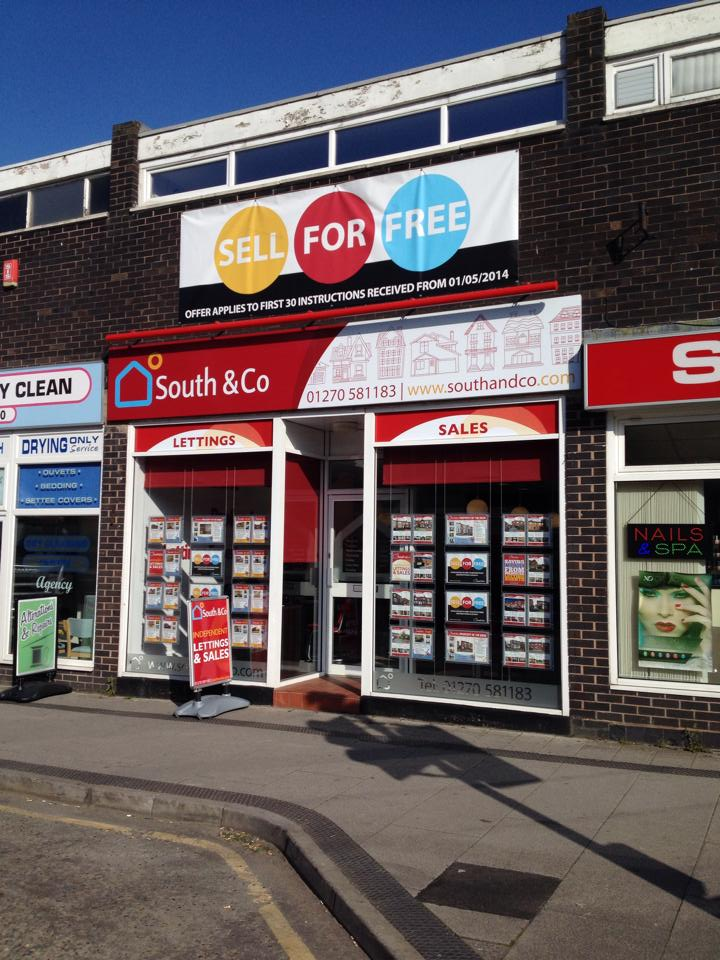
Tòa nhà đại lý cho thuê nhà ở Crewe

Đại lý cho thuê nhà là người hỗ trợ việc thực hiện thỏa thuận giữa chủ nhà và người thuê nhà để cho thuê bất động sản nhà ở. Thuật ngữ này phổ biến ở các quốc gia sử dụng tiếng Anh Anh, bao gồm cả các quốc gia thuộc Khối thịnh vượng chung. Ở Anh, Úc và New Zealand, thỏa thuận giữa chủ nhà và người thuê nhà thường được chính thức hóa bằng việc ký hợp đồng thuê nhà. Một đại lý cho phép thường sẽ tính phí hoa hồng cho các dịch vụ của họ, thường là một tỷ lệ phần trăm của tiền thuê hàng năm.
Các đại lý cho thuê nhà thường sẽ hoạt động dưới sự bảo trợ của Đại lý bất động sản do sự phối hợp tồn tại giữa hai ngành nghề, nhưng có nhiều đại lý chỉ giao dịch cho thuê nhà.
Mặc dù có hai loại cho thuê chính, các đại lý cho thuê giải quyết chủ yếu các khoản thuê nhà giữa các cá nhân và chủ nhà.

## Dịch vụ và lệ phí
Có một số dịch vụ được cung cấp bởi các đại lý cho thuê nhà, bao gồm:
- Dịch vụ giới thiệu - Tìm người thuê nhà cho tài sản của chủ nhà. Chi phí có thể thay đổi tùy theo đại lý và thường được tính trước.
- Dịch vụ quản trị - Đây là bất cứ điều gì có liên quan đến việc xử lý ứng dụng. Điều này có thể bao gồm tham chiếu (tìm kiếm tín dụng, v.v.), lập một thỏa thuận thuê nhà, tiến hành đăng ký, lên lịch trình điều kiện, trong số những điều khác. Phí cho dịch vụ này có thể thay đổi rộng rãi và thường không hoàn lại, trừ khi chủ nhà rút khỏi quy trình. Những khoản phí như vậy đã được coi là bất hợp pháp ở Scotland và người thuê nhà có thể đòi lại bất kỳ khoản phí nào được trả thông qua các tòa án.[1]
- Thu tiền thuê nhà - Nhiều đại lý sẽ đề nghị thu tiền thuê từ người thuê để có thêm hoa hồng. Chi phí này có thể thay đổi.
- Quản lý trọn gói - Đây là thuật ngữ được sử dụng để mô tả việc quản lý hàng ngày của một tài sản cho thuê. Nhiều đại lý sẽ cung cấp dịch vụ này cho chủ nhà muốn tiếp cận với khoản đầu tư của họ. Dịch vụ này có thể có giá từ 7% đến 12,5%.

Phí đại lý cho người thuê nhà ở Anh và xứ Wales có thể bao gồm:
- Phí quản trị - Để chi trả cho Dịch vụ quản trị được đề cập ở trên
- Phí kiểm kê - Để trang trải chi phí kiểm tra tài sản và lập một bản kiểm kê
- Phí gia hạn / kéo dài thời gian thuê nhà - Có thể tính phí gia hạn nếu người thuê gia hạn hợp đồng thuê nhà vượt quá thời hạn ban đầu. Phí gia hạn có thể khác nhau về chi phí nhưng có xu hướng ở mức thấp hơn phí tham chiếu ban đầu
- Phí rút lại tiền đầu tư - Tương tự như phí kiểm kê để trang trải chi phí kiểm tra cuối cùng của tài sản để so sánh tình trạng của nó với điều kiện khi bắt đầu thuê nhà

Thủ tướng Philip Hammond, hứa sẽ cấm đại lý cho thuê nhà ở Anh và xứ Wales trong tuyên bố mùa thu tháng 11 năm 2016.
Để tối đa hóa dịch vụ mà một đại lý cho thuê nhà cung cấp, điều quan trọng là người thuê nhà tiềm năng phải làm các đại lý nhận thức được các yêu cầu của họ trước khi họ sắp xếp các quan điểm sao cho các đặc tính phù hợp hơn với nhu cầu của người thuê. Vì để các đại lý đóng vai trò là người môi giới giữa tài sản, chủ nhà và người thuê nhà, điều quan trọng là họ phải hiểu được các yêu cầu của khách hàng bao gồm; vị trí, quy mô tài sản, ngân sách, vật nuôi, vv

## Quy định
Hiện tại không có sự sắp xếp theo luật định liên quan đến quy định cho phép đại lý. Khoảng một nửa số đại lý của Vương quốc Anh hiện đang tự điều chỉnh. Các tổ chức chính cho các đại lý cài đặt là Hiệp hội các Đại lý cho thuê nhà ở (ARLA) và Viện khảo sát điều lệ (RICS) Hoàng gia. Có các quy tắc thực hành và kiểm soát tuân thủ chi phối hoạt động của các thành viên của họ.
Chính phủ Anh cũng cung cấp cơ quan công nhận riêng của mình đối với các đại lý cho thuê. Cơ quan này được gọi là NALS (Chương trình cho phép bảo đảm quốc gia). Xem http://www.nalscheme.co.uk/whatis.htm Lưu trữ ngày 2 tháng 3 năm 2001 tại Wayback Machine
Ở Scotland, tất cả các chủ nhà phải được đăng ký với chính quyền địa phương. Trong khi các đại lý không bắt buộc phải đăng ký, họ được khuyến khích tích cực làm như vậy.